# Empire (film, 1964)
Empire je němý černobílý film natočený roku 1964 Andy Warholem. Obsah snímku spočívá v osmi hodinách nepřetržitého a nesestříhaného snímání mrakrodrapu Empire State Building v New Yorku. Zkrácené promítání filmu nebylo nikdy oficiálně povoleno; samotná nezhlédnutelnost filmu byla pravděpodobně Warholovým původním záměrem a důvodem, proč film vůbec kdy natočil. Nicméně v roce 2000 byl film za spolupráce Muzea Andyho Warhola vydán ve sestříhané, šedesátiminutové verzi. Empire svojí extrémně dlouhou stopáží navazuje na Warholovu dřívější práci z předchozího roku Sleep.
Film byl natáčen od 20:06 do 02:42 z noci na 26. července z 41. poschodí Time-Life Building z kanceláří Rockefellerovy nadace. Kamera mrakodrap zaznamenávala 24 snímky za sekundu, ale promítá se s frekvencí 16 snímků za sekundu. Film začíná bílou barvou přes celou obrazovku, která přechází do západu slunce s Empire State Building v popředí. Umělé osvětlení na mrakodrapu stále zesiluje, signalizační světlo následujících šest a půl hodin nepřetržitě bliká, potom umělé osvětlení zhasne, takže po zbytek filmu je mrakodrap takřka úplně zahalen do tmy.

## Promítání
V roce 2005 byl film promítán v celém rozsahu na zdi Národního královského divadla v Londýně.